# Klaske Hiemstra
Pour l’article homonyme, voir Hiemstra.
 (juin 2014).
Klaske Hiemstra (1954) est un écrivain néerlandais. Elle a laissé des nouvelles et des contes écrits en langue frisonne.

## Biographie
Klaske Hiemstra naît de parents frisons le 24 février 1954, à Vledder, dans le pays de Drenthe aux Pays-Bas, où elle grandit dans le bilinguisme. Dès l’âge de huit ans, elle publie des nouvelles et des poèmes en néerlandais pour les enfants dans le journal frison De Friese Koerier.
Pendant ses études en langue et littérature néerlandaise, elle choisit comme matière secondaire la littérature universelle et la littérature moderne frisonne. Klaske Hiemstra commence son métier d'écrivain en 1996 ; on la prie alors d’adhérer au conseil d’administration du Skriuwersboun, le syndicat des écrivains frisons. Dans les années 2010, elle écrit dans cette langue comme chroniqueuse sur le site du Conseil du Mouvement frison.

## Œuvre

### Romans
- Retoer Skylge (2004) (Retour Terschelling), un roman autobiographique du phénomène « images du subconscient ».
- It rinnen fan Silke (2006) (le tour de Silke), un roman sur une fille qui fait des études de juriste à Groningue et qui doit vivre avec le fait que sa mère souffre d’une maladie terminale. Elle fait tout son possible pour s’évader des sentiments embarrassants.

### Contes de fées
- It lân fan altyd snein (1996) (Le pays où tous les jours, c'est dimanche) dans le livre du Musée de la Frise à Leeuwarden : « De bok, it gouden aai en de sân ravens » (Le bouc, l’œuf d’or et les sept corbeaux). Klaske Hiemstra reçoit le troisième prix avec ce conte.
- Eilânreis (2007) (la tour d’île), un conte de fées à la recherche à la mère de deux sœurs, dont l'une est handicapée mentale. Symbolique fantastique.

### Poèmes
- De skaadfrou (2003) (la femme d’ombre).